# Phoenix Mercury 2014
La stagione 2014 delle Phoenix Mercury fu la 18ª nella WNBA per la franchigia.
Le Phoenix Mercury vinsero la Western Conference con un record di 29-5. Nei play-off vinsero la semifinale di conference con le Los Angeles Sparks (2-0), la finale di conference con le Minnesota Lynx (2-1), vincendo poi il titolo WNBA, battendo nella finale le Chicago Sky (3-0).

## Roster
| N° | Naz.                   | Ruolo | Sportivo        | Anno | Alt. | Peso |
| -- | ---------------------- | ----- | --------------- | ---- | ---- | ---- |
| 3  | Stati Uniti (bandiera) | G     | Diana Taurasi   | 1982 | 183  | 78   |
| 4  | Stati Uniti (bandiera) | AC    | Candice Dupree  | 1984 | 188  | 73   |
| 8  | Stati Uniti (bandiera) | A     | Mistie Bass     | 1983 | 191  | 86   |
| 10 | Lettonia (bandiera)    | G     | Anete Jēkabsone | 1983 | 175  | 76   |
| 11 | Polonia (bandiera)     | C     | Ewelina Kobryn  | 1982 | 193  | 95   |
| 13 | Australia (bandiera)   | A     | Penny Taylor    | 1981 | 185  | 75   |
| 14 | Stati Uniti (bandiera) | G     | Shay Murphy     | 1985 | 180  | 74   |
| 23 | Stati Uniti (bandiera) | G     | Tiffany Bias    | 1992 | 168  | 61   |
| 24 | Stati Uniti (bandiera) | G     | DeWanna Bonner  | 1987 | 193  | 62   |
| 31 | Australia (bandiera)   | G     | Erin Phillips   | 1985 | 173  | 75   |
| 42 | Stati Uniti (bandiera) | C     | Brittney Griner | 1990 | 203  | 94   |

## Staff tecnico
- Allenatore: Sandy Brondello
- Vice-allenatori: Julie Hairgrove, Todd Troxel
- Preparatore atletico: Tamara Poole